# فيرنر ليبريش
ويرنير ليبريش (بالألمانية: Werner Liebrich)‏ (مواليد 18 يناير 1927) هو لاعب كرة قدم. يلعب مع منتخب ألمانيا الغربية لكرة القدم. سبق له أن لعب في كأس العالم لكرة القدم مع منتخب بلاده.

## روابط خارجية
- فيرنر ليبريش على موقع الاتحاد الدولي (مؤرشف)  (الإنجليزية)
- فيرنر ليبريش على موقع قاعدة بيانات كرة القدم.إي يو (الإنجليزية)
- فيرنر ليبريش على موقع بيانات كرة القدم. دي إي (الألمانية)
- فيرنر ليبريش على موقع ناشيونال فوتبول تيمز (الإنجليزية)
- فيرنر ليبريش على موقع عالم كرة القدم.نت (الإنجليزية)